# Neuleiningen
Neuleiningen este o comună din landul Renania-Palatinat, Germania.

## Galerie

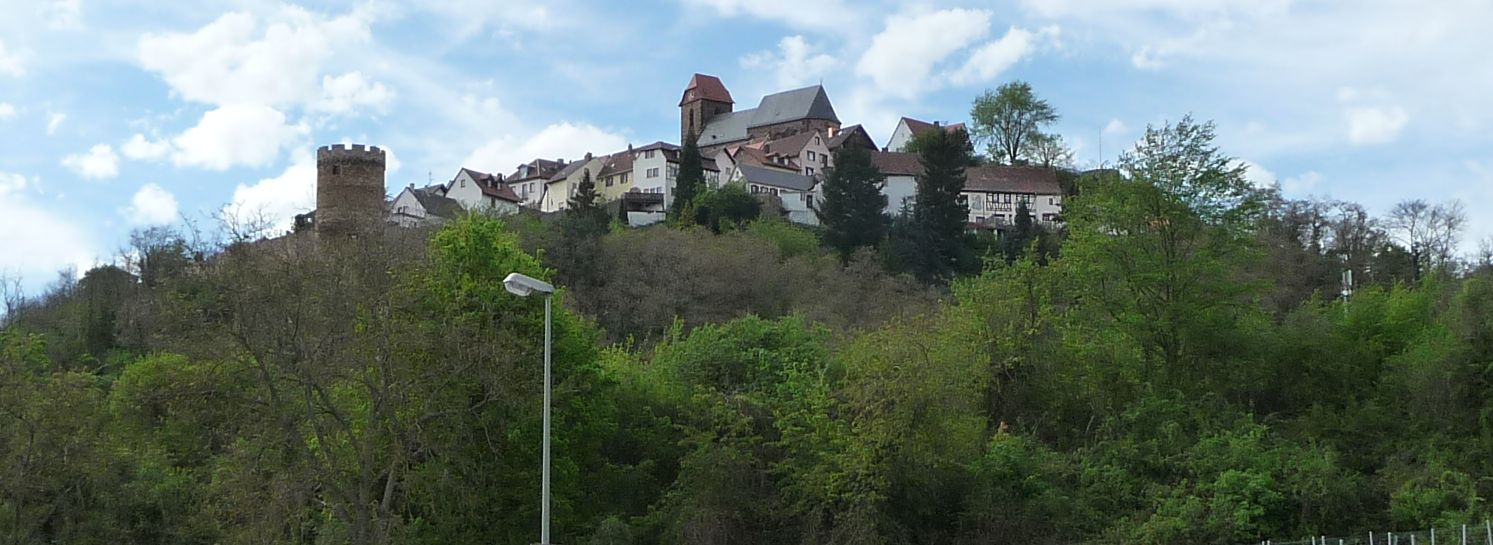
Neuleiningen pe munte, vedere din Est
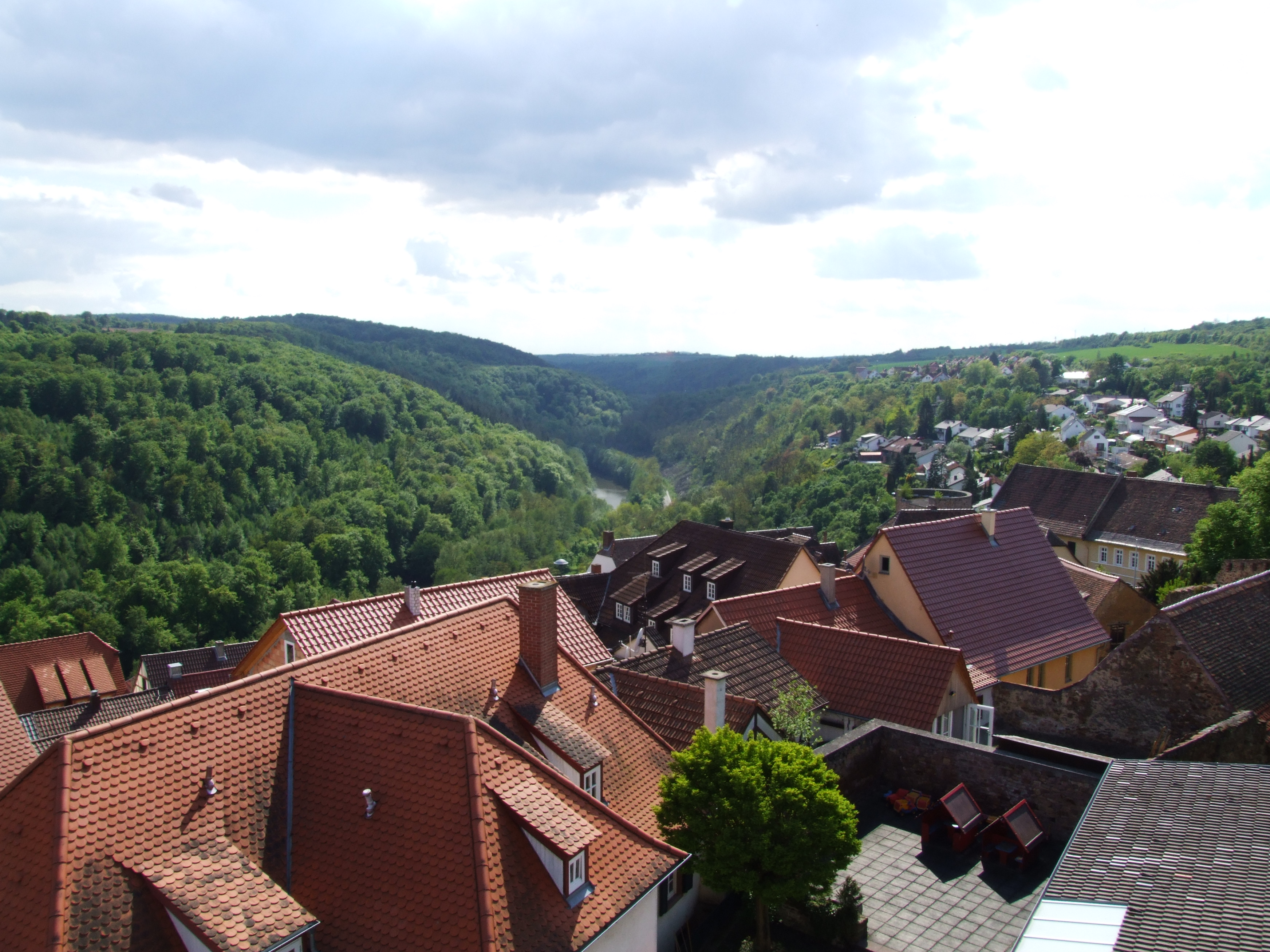
Vezi de la castel la vest peste Neuleiningen
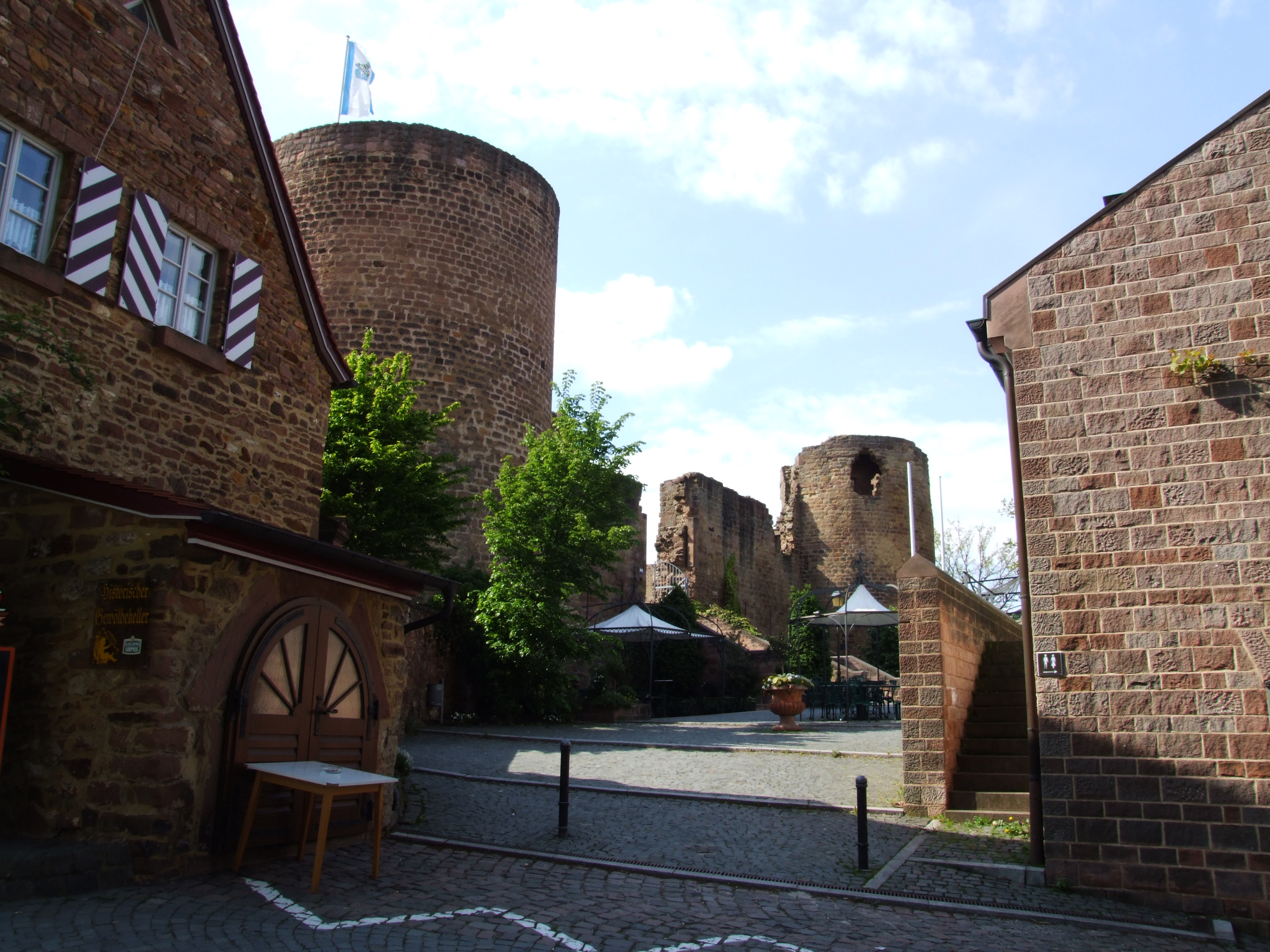
Burg Neuleiningen, curte de Est cu Burgschenke
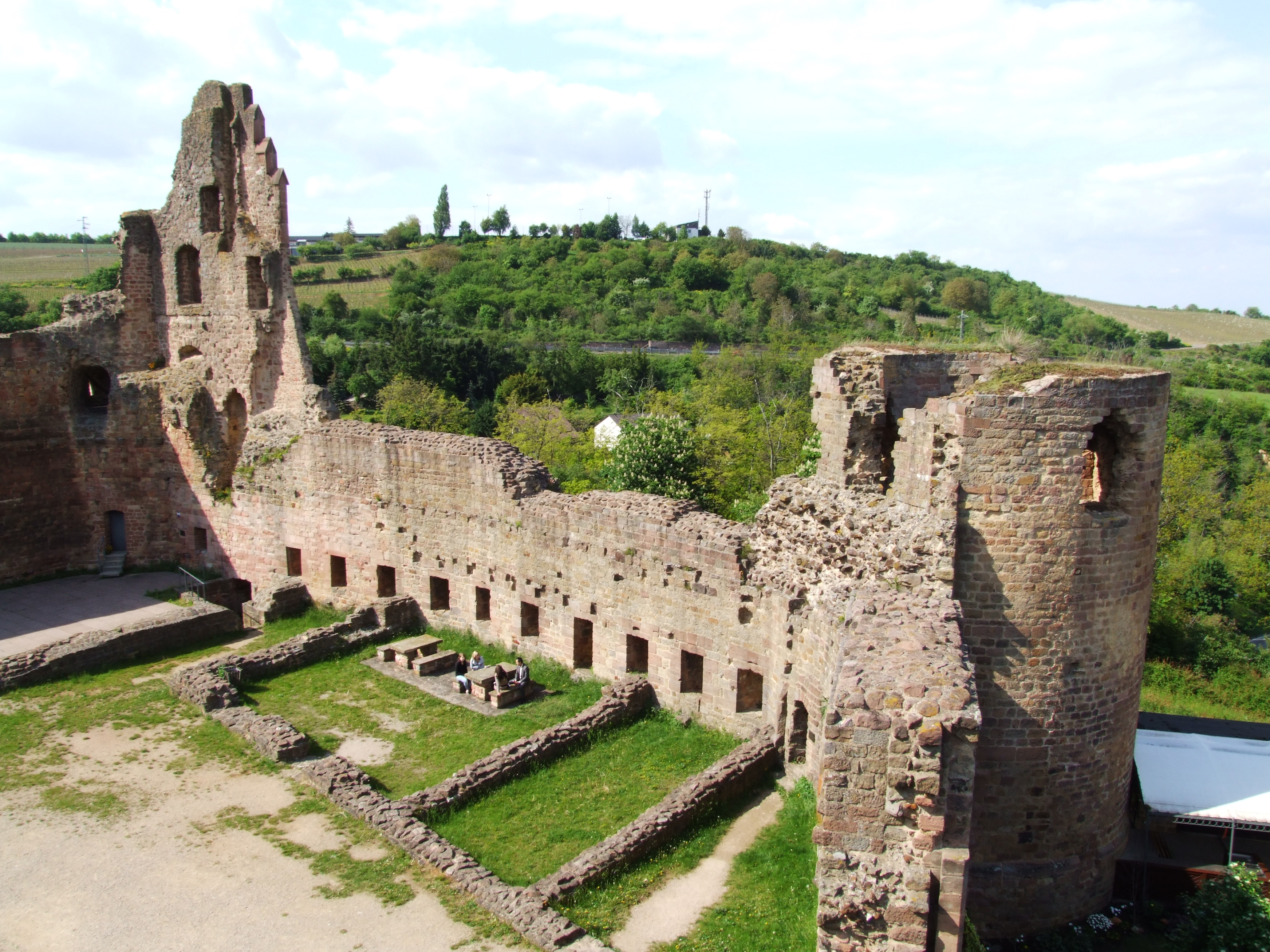
Burg Neuleiningen, partea de nord
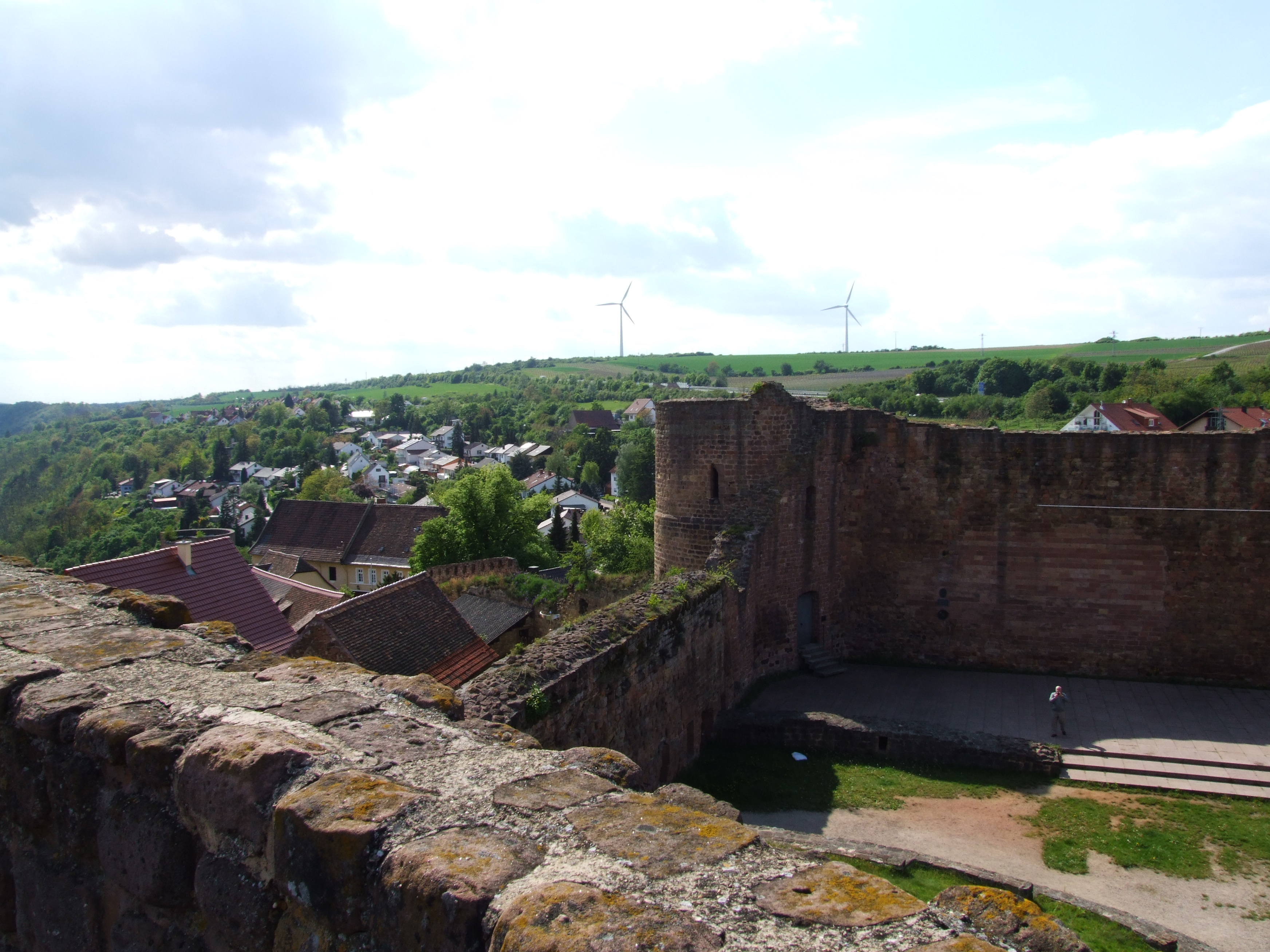
Burg Neuleiningen, în căutarea de Sud
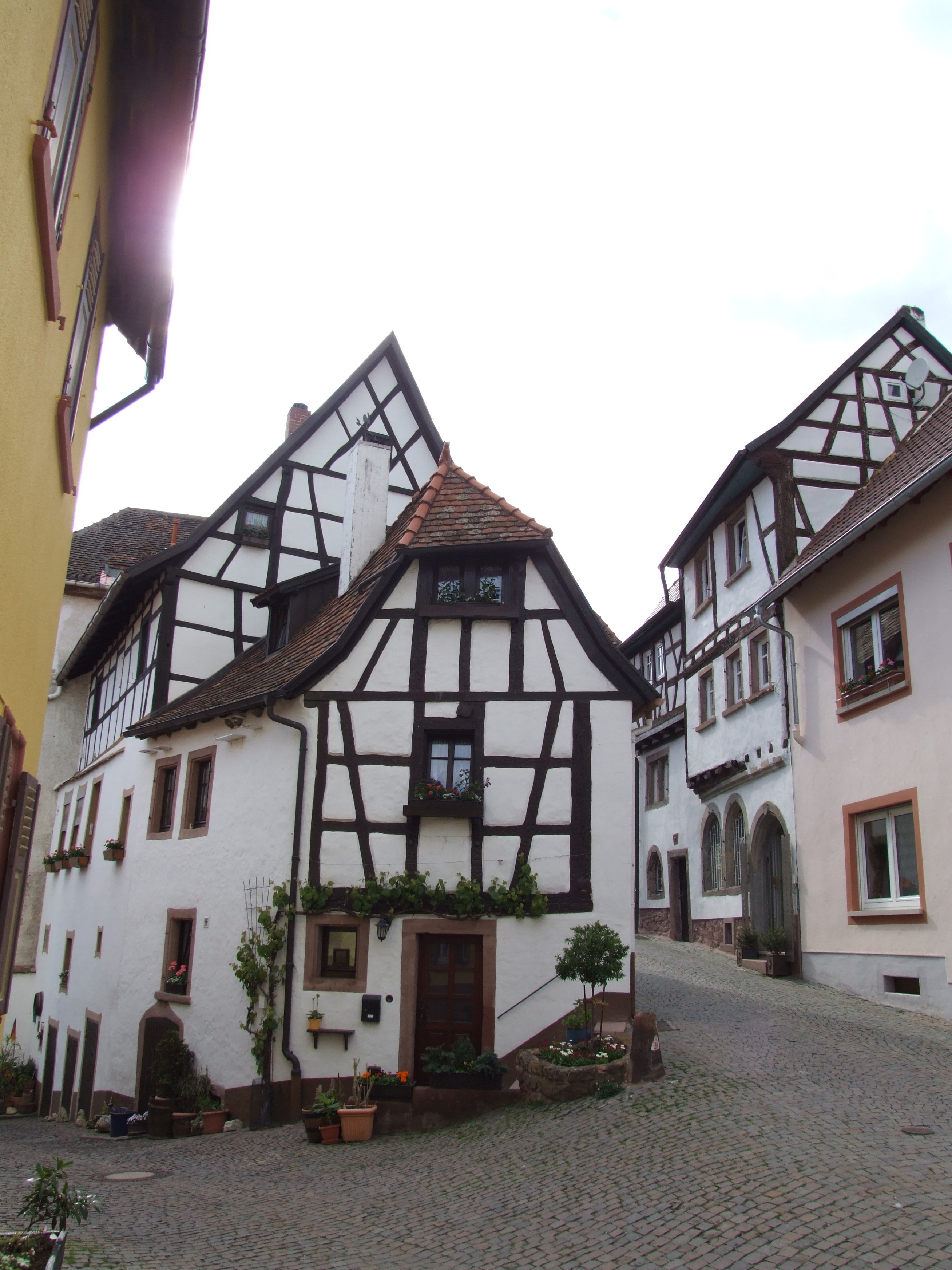
Pe jumătate din lemn casa din Neuleiningen
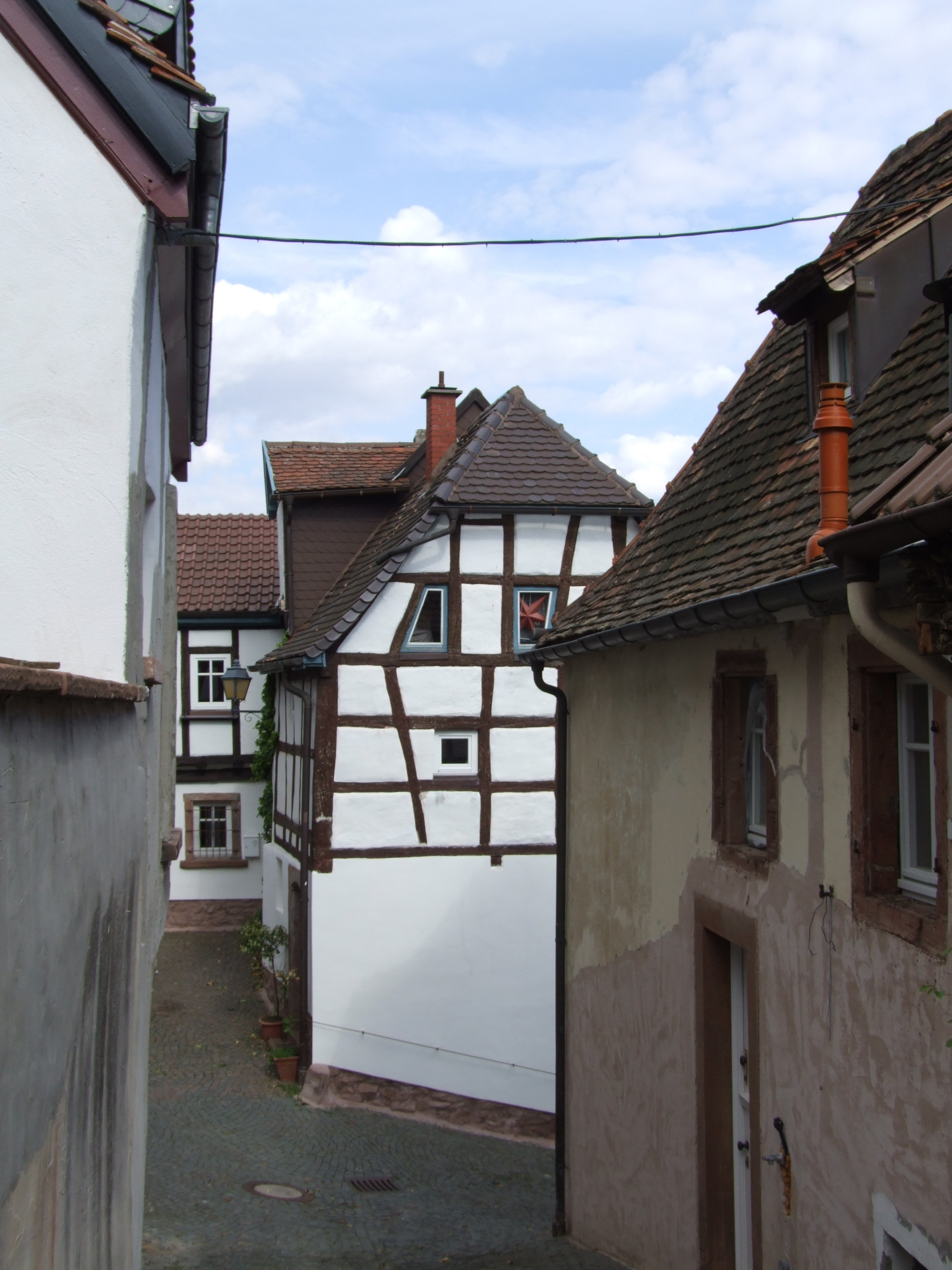
Casă veche în Neuleiningen
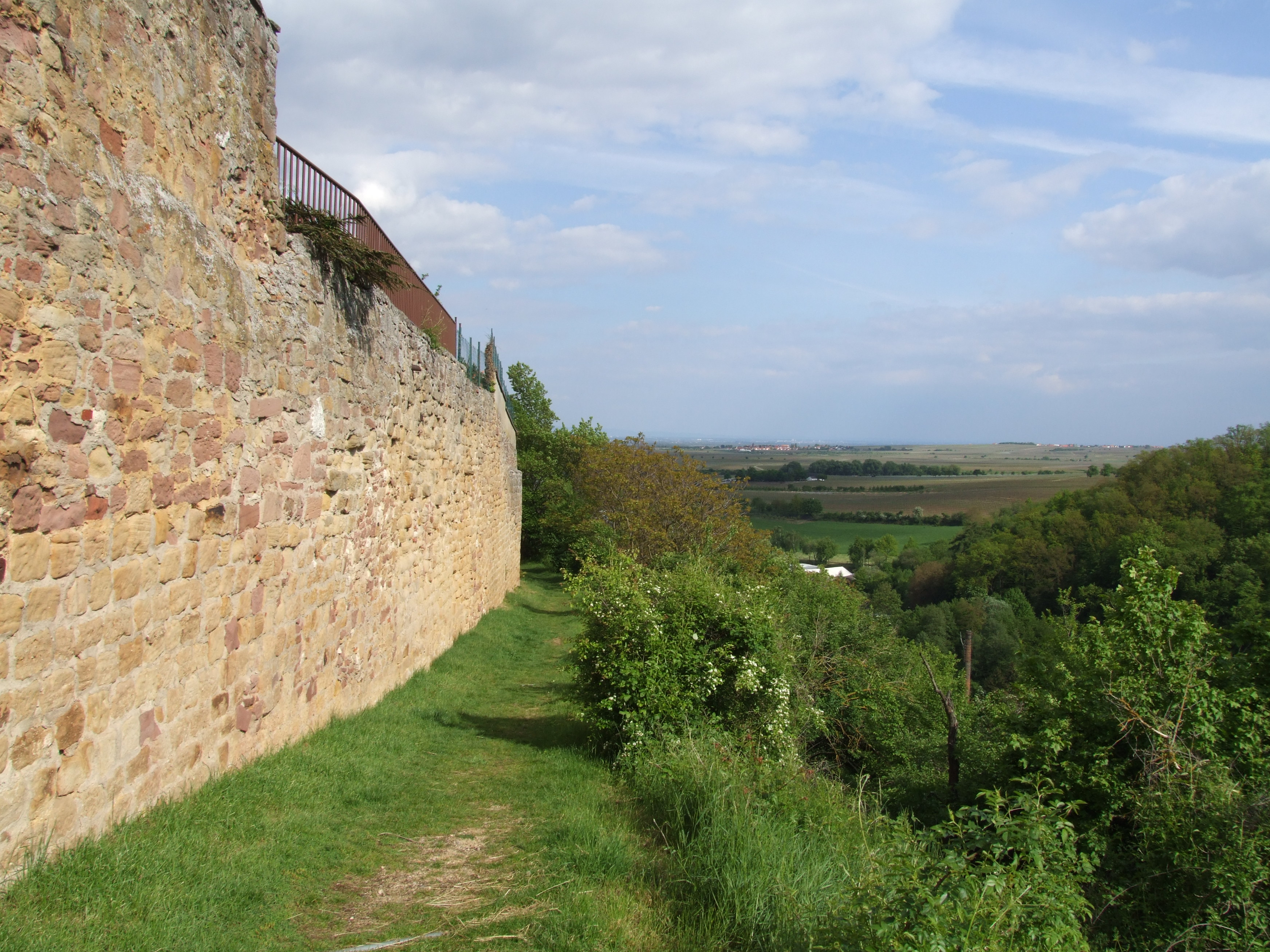
Pereți Neuleiningen, partea de sud, vedere din zidul de est merge la valea Rinului
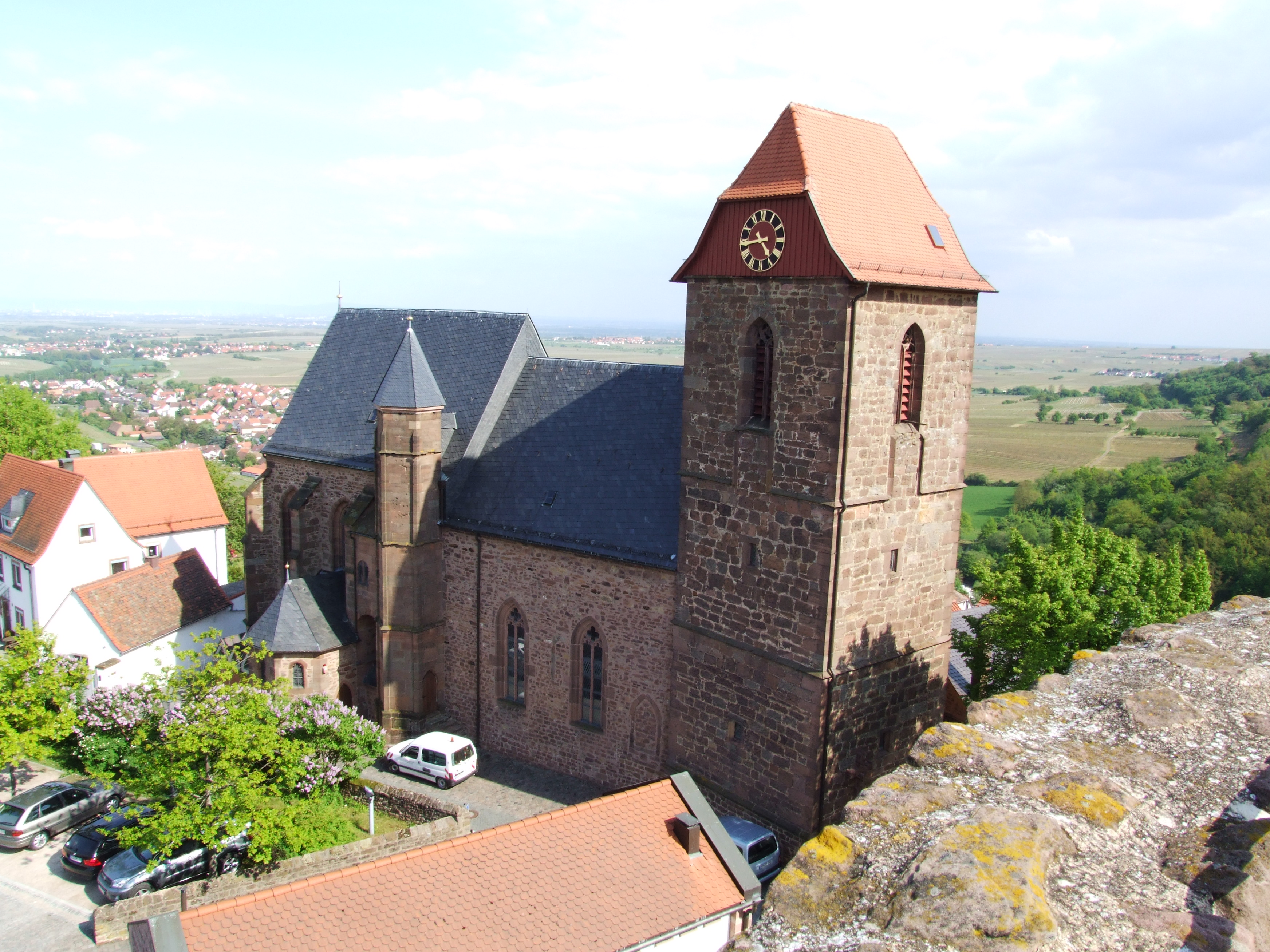
Parohia Biserica Sf. Nicolae, Neuleiningen, fotografiata din castel.
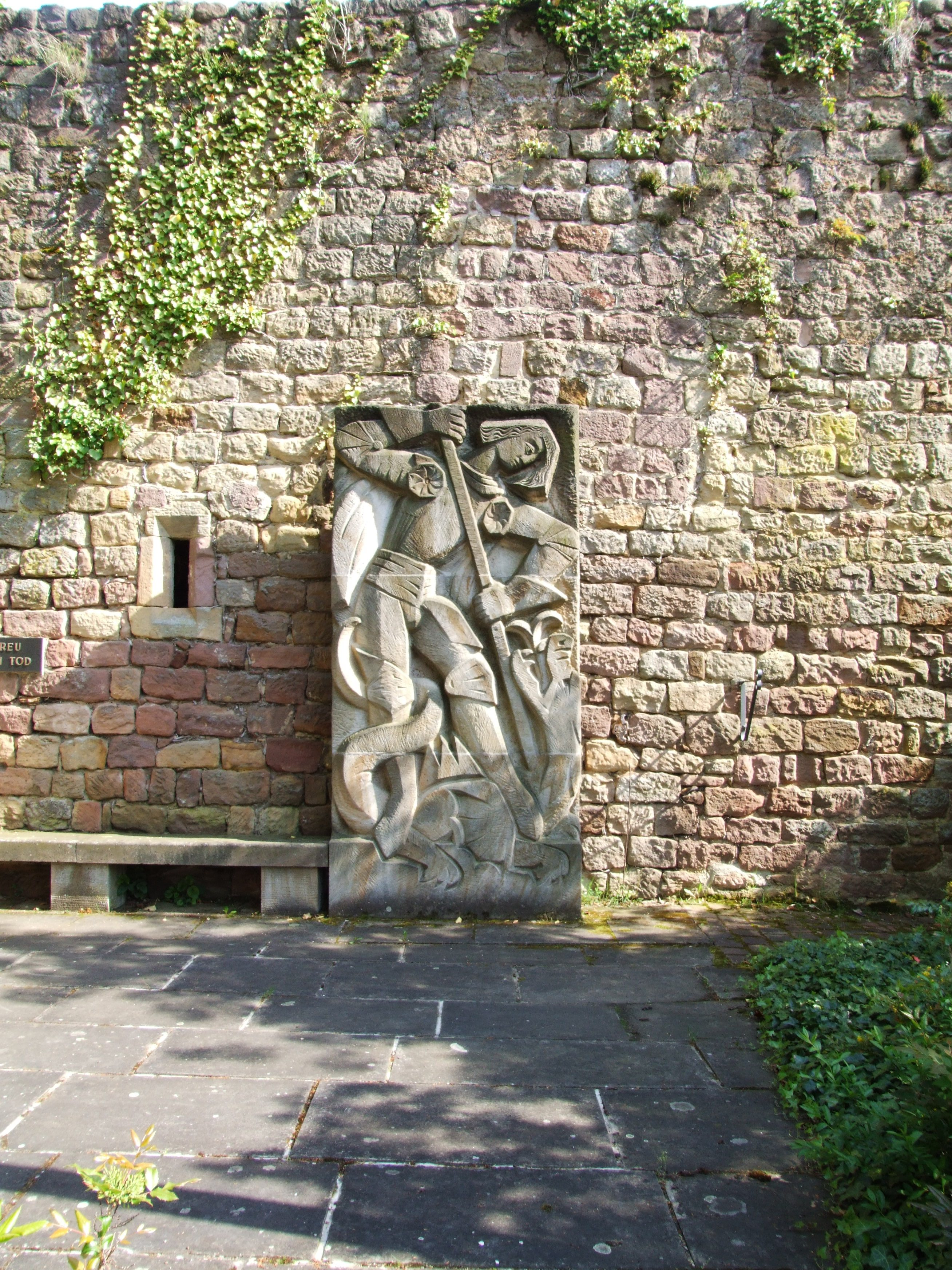
Sf. Gheorghe și Dragonul, reliefului în Neuleiningen
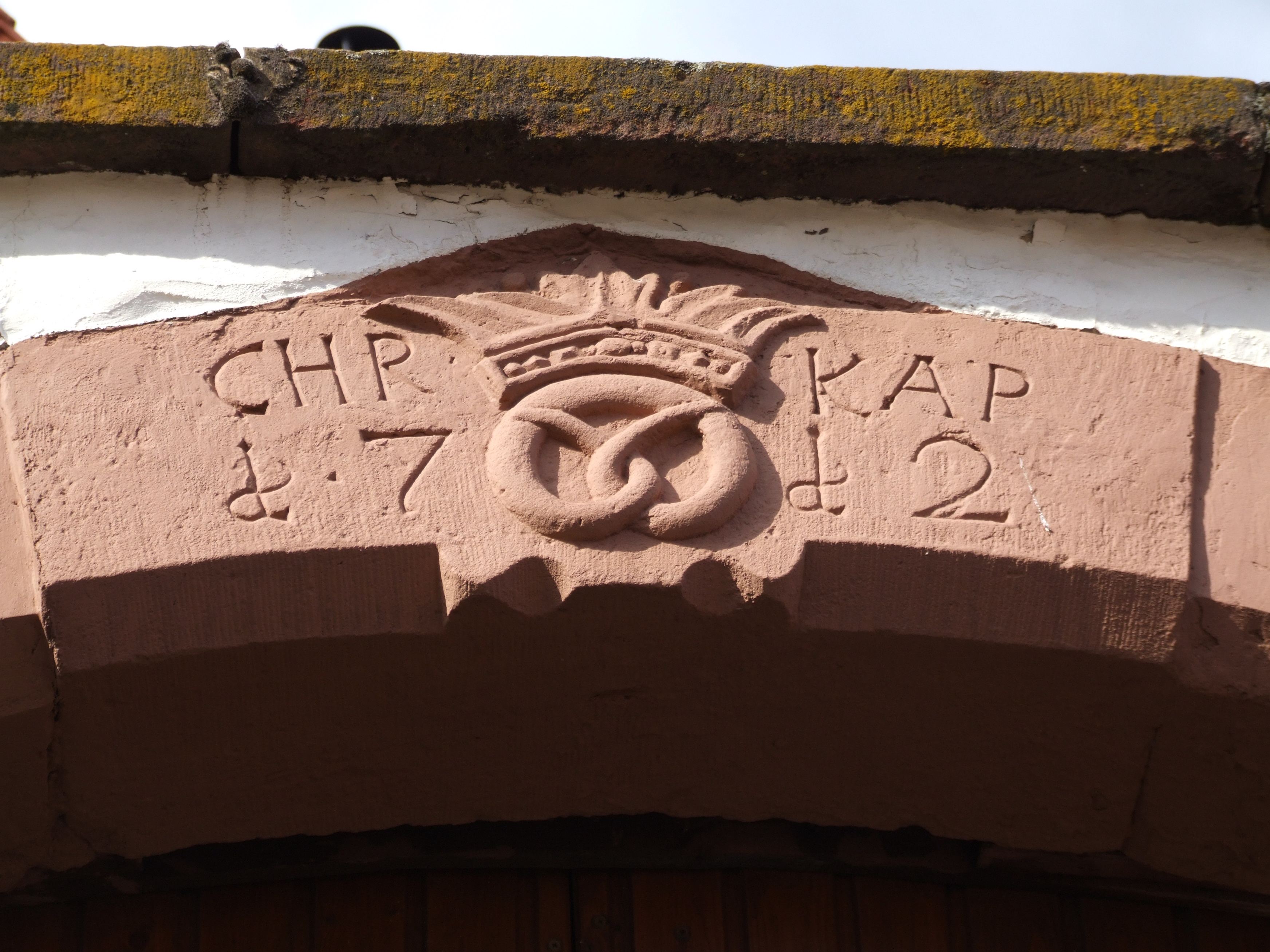
Reprezentarea covrig de o arcadă în Neuleiningen

1. ↑  Alle politisch selbständigen Gemeinden mit ausgewählten Merkmalen am 31.12.2018 (4. Quartal) (în germană), Statistisches Bundesamt[*], arhivat din original la 10 martie 2019, accesat în 10 martie 2019